# Richard Holbrooke
Richard Charles Albert Holbrooke (ur. 24 kwietnia 1941 w Nowym Jorku, zm. 13 grudnia 2010 w Waszyngtonie) – amerykański dyplomata i polityk, ambasador w Niemczech w latach 1993-1994, negocjator porozumienia w Dayton w 1995, asystent sekretarza stanu USA. Od 1999 do 2001 Ambasador Stanów Zjednoczonych przy ONZ.
Zmarł kilka dni po operacji pękniętej aorty.

## Kariera dyplomatyczna i polityczna
Richard Holbrooke w 1962 ukończył studia na Brown University, a w 1970 studia podyplomowe na Princeton University.
- 1962 – początek pracy w służbie dyplomatycznej USA (United States Foreign Service)
- 1963–1966 – pracownik dyplomatyczny w Wietnamie i przedstawiciel Agencji Międzynarodowego Rozwoju (Agency for International Development), odpowiedzialnej za dostarczanie pozawojskowej pomocy międzynarodowej. Asystent ambasadora USA Henry’ego Cabota Lodge’a i Maxwella Taylora w Wietnamie Południowym.
- 1966–1968 – pracownik ds. Wietnamu w administracji prezydenta Lyndona Johnsona
- 1967–1969 – specjalny asystent podsekretarza stanu Nicholasa Katzenbacha i Elliota Richardsona. Autor jeden z kolumn Pentagon Papers.
- 1968–1969 – członek amerykańskiej delegacji na paryskie rozmowy pokojowe w sprawie Wietnamu
- 1970–1972 – dyrektor Korpusu Pokoju w Maroku
- 1972–1977 – redaktor Foreign Policy Magazine
- 1974–1975 – konsultant Prezydenckiej Komisji ds. Organizacji Gabinetu w dziedzinie Polityki Zagranicznej
- 1974–1975 – redaktor magazynu Newsweek
- 1976 – koordynator ds. bezpieczeństwa narodowego w czasie kampanii prezydenckiej Jimmy’ego Cartera
- 1977–1981 – asystent sekretarza stanu USA ds. Azji Wschodniej i Pacyfiku
- 1981 – konsultant banku Lehman Brothers, w 1985 dyrektor zarządzający banku
- 1993 – 1994 – ambasador USA w Niemczech
- 1994–1996 – asystent sekretarza stanu USA ds. europejskich i kanadyjskich
- 1995 – przewodniczący amerykańskiej delegacji w negocjacjach porozumienia w Dayton, kończącego wojnę w Bośni
- 1996 – odznaczony Medalem im. Manfreda Wörnera
- 1996 – dyrektor Akademii Amerykańskiej w Berlinie, ponownie w 2001
- 1997–1999 – specjalny wysłannik prezydenta Billa Clintona ds. Cypru i Bałkanów. Praca na rzecz zakończenia konfliktu etnicznego w Kosowie.
- 1999–2001 – Ambasador Stanów Zjednoczonych przy ONZ
- 2001 – odznaczony Krzyżem Komandorskim Orderu Gwiazdy Rumunii[3]
- 2001 – członek Council on Foreign Relations
- 2001–2004 – dyrektor zarządzający Human Genome Sciences, korporacji biofarmaceutycznej
- 2001 – dyrektor Światowej Koalicji Biznesowej ds. HIV\AIDS, Gruźlicy i Malarii (Global Business Coalition on HIV/AIDS, Tuberculosis and Malaria)
- 2002 – odznaczony Wielkim Krzyżem Zasługi Orderu Zasługi RFN
- 2002 – odznaczony Krzyżem Komandorskim z Gwiazdą Orderu Zasługi RP[4][5]
- 2002 – odznaczony Wielkim Krzyżem Komandorskim Orderu Wielkiego Księcia Giedymina[6]
- 2002 – przewodniczący Asia Society, organizacji zajmującej się wzmacnianiem współpracy między USA a państwami azjatyckimi
- 2004 – doradca w czasie kampanii wyborczej Johna Kerry’ego
- 2007–2008 – doradca ds. polityki zagranicznej w czasie kampanii przedwyborczej Hillary Clinton
- 2010 – odznaczony Orderem Zwycięstwa Świętego Jerzego[7]